# Marcel Eger
Marcel Eger (* 23. März 1983 in Sachsen bei Ansbach) ist ein ehemaliger deutscher Fußballspieler. Er spielte sieben Jahre für den FC St. Pauli.

## Karriere
Eger spielte in der Jugend für den 1. FC Sachsen und bei der SpVgg Ansbach 09. Ab 2003 spielte er für den 1. FC Nürnberg. In der Saison 2003/04 wechselte er zum 1. SC Feucht, bei dem er Stammspieler wurde. Ein Jahr später, in der Saison 2004/05, wechselte der Abwehrspieler zum damaligen Regionalligisten FC St. Pauli, mit dem er 2007 in die 2. Bundesliga aufstieg. Als offensiv ausgerichteter Abwehrspieler erzielte er in der Saison 2007/08 vier Tore. Zur Saison 2010/11 stieg Eger mit dem FC St. Pauli in die 1. Bundesliga auf. Er war damit neben seinen Teamkameraden Fabian Boll, Florian Bruns, Florian Lechner, Fabio Morena, Benedikt Pliquett, Carsten Rothenbach und Timo Schultz einer von acht Spielern, die zweimal mit dem FC St. Pauli aufgestiegen waren und in der Regionalliga, in der 2. Bundesliga und letztlich in der 1. Bundesliga für den Verein spielten. Sein Debüt in der 1. Fußball-Bundesliga gab Eger am 5. März 2011. Bei der 0:5-Auswärtsniederlage beim 1. FC Nürnberg wurde er in der 6. Minute für den verletzten Carlos Zambrano eingewechselt. Insgesamt kam er auf sieben Einsätze in der Bundesliga; sein einziges Tor erzielte er bei der 1:8-Heimniederlage gegen den FC Bayern München am 7. Mai 2011. Mit dem FC St. Pauli stieg er am Ende der Saison 2010/11 wieder ab. Sein zum Saisonende auslaufender Vertrag wurde nicht verlängert.
Zur Saison 2011/12 verpflichtete ihn der englische Verein FC Brentford ablösefrei. Eger unterschrieb einen Zweijahresvertrag mit Option auf ein weiteres Jahr. Im Mai 2012 wurde sein Vertrag im beiderseitigen Einvernehmen vorzeitig aufgelöst. Auch wegen einer Knöchelverletzung war Eger nur zu 22 Einsätzen gekommen; seine letzte Partie bestritt er im Januar 2012. Er beendete daraufhin seine aktive Profi-Karriere.

## Erfolge
- Aufstieg in die Bundesliga: 2010
- Meister der Regionalliga Nord und Aufstieg in die 2. Bundesliga: 2007
- Hamburger Pokalsieger: 2005, 2006

## Privates
Marcel Eger ist sozial engagiert. Er setzt sich für die Trinkwasserinitiative Viva con Agua de Sankt Pauli e. V. ein.
Außerdem spielt er Schlagzeug, was ihm einen Gastauftritt bei Bela B.s zweitem Soloalbum Code B einbrachte. Er war auch auf der Singleauskopplung Schwarz / Weiß vertreten, die in den deutschen Singlecharts Platz 83 erreichte.